# راه‌آب‌نامه
راه‌آب‌نامه چاپ ۱۳۲۶  یکی از آثار نویسنده معاصر ایرانی، محمدعلی جمال‌زاده است. در این کتاب جمالزده با بیان داستانی ساده و طنزپردازانه به بررسی روحیه و خلقیات ایرانیان پرداخته.
بکارگیری اصطلاحات عامیانه و بهره‌گیری از زبان رایج مردم از مشخصه‌های این کتاب است.

## داستان
«راه‌آب‌نامه» حکایت مردی است که از سفر فرنگ (در دوره تحصیلاتش) برای شرکت در عروسی خواهرش به ایران می‌آید. اما پس از انجام مراسم عروسی، با مشکل راه‌آب خانه روبه‌رو می‌شود؛ و حل این مشکل، فضای کلی داستان را در بر می‌گیرد؛ که در واقع بیان واقعیت‌های آشکار در نوع ارتباطات، خلقیات و رفتارهای مردم آن روز ایران است.